# Robert Sapolsky
Robert Maurice Sapolsky (Brooklyn, 6 aprile 1957) è un neurobiologo e primatologo statunitense.

## Biografia
Nato da una coppia emigrata dall'Unione Sovietica, suo padre Thomas Sapolsky era un architetto. Fino all'età di tredici anni venne educato all'ebraismo ortodosso, allontanandosene durante l'adolescenza per abbracciare l'ateismo.
Nel 1978 si è laureato in antropologia fisica summa cum laude all'Università di Harvard. Dopo la laurea è partito per il Kenya per studiare il comportamento sociale dei babbuini. Tornato a New York, ha studiato all'Università Rockefeller, dove ottenne il dottorato di ricerca in neuroendocrinologia lavorando nel laboratorio di Bruce McEwen.
Professore all'Università di Stanford, la sua attività di ricerca scientifica si concentra sullo stress, sulla neurodegenerazione e sulla terapia genica.

## Opere
- Stress, the Aging Brain, and the Mechanisms of Neuron Death, 1992.
- Why Zebras Don't Get Ulcers, 1994.
  -  Perché alle zebre non viene l'ulcera?, Milano, Orme Editore, 2006.
- The Trouble with Testosterone: And Other Essays on the Biology of the Human Predicament, 1997.
- Junk Food Monkeys, 1997.
- A Primate's Memoir, 2002.
  -  Diario di un uomo scimmia, Milano, Frassinelli, 2001.
- Monkeyluv: And Other Essays on Our Lives as Animals, 2005.
  -  Lei lo chiama Monkeyluv... amore di scimmia, Monte San Pietro, Franco Muzzio Editore, 2010.
  -  L'uomo bestiale, Milano, Orme Editore, 2012.
- Behave: The Biology of Humans at Our Best and Worst, 2017.
- Determined: A Science of Life Without Free Will, 2023.